# Litokoala
Litokoala вимерлий рід сумчастих, що поряд з Nimiokoala тісно споріднений із сучасною коалою. Викопний рід може бути предком сучасного роду, або сучасний рід має спільного предка для обох. Щоб покращити їх таксономічні зв’язки, потрібно зібрати більше матеріалу. Рід жив близько 10–16 мільйонів років тому в середньому міоцені Ріверслеї у Квінсленді. Ця територія описується як місце проживання тропічних лісів під час відкладення відкладень. Litokoala мали іншу дієту, ніж сучасні види, а саме різноманітну за своєю природою. За оцінками, розмір становить лише половину сучасного роду.